# Bilancio degli enti locali
Il bilancio degli enti locali è un documento contabile di previsione oppure consolidato con scadenza annuale, indicante le entrate e le uscite dell'amministrazione locale, relative ad un determinato periodo di tempo. In esso si rispecchiano le scelte della finanza pubblica relative ai bisogni della collettività, alle priorità dei diversi obiettivi preposti, la pressione fiscale a carico dei contribuenti e così via.
È deliberato dai Comuni, dalle Province e dalle Regioni e approvato sia dalle rispettive giunte che dai consigli. Ha diverse funzioni: contabile, di garanzia, politica, giuridica ed economica ed è l'analogo a livello locale del bilancio statale.

## Descrizione

### Funzione politica
Il bilancio è ormai molto più che un semplice strumento di rilevazione contabile. Dal momento che i fini da raggiungere sono sempre enormemente superiori alle possibilità economiche di uno Stato, il bilancio rappresenta le scelte che l'ente locale reputa prioritarie o politicamente più importanti.

### Funzione giuridica
L'approvazione del bilancio diventa un atto giuridico di autorizzazione, senza o contro il quale gli organi dell'Ente locale non possono gestire la spesa pubblica né riscuotere le entrate. Gli stanziamenti del bilancio segnano giuridicamente il limite entro cui deve svolgersi la gestione amministrativa: il bilancio vincola alla sua osservanza l'attività della pubblica amministrazione.

### Funzione economica
Il bilancio è uno strumento di programmazione, che permette di valutare gli effetti dell'attività finanziaria sui vari aspetti della vita economico-sociale e di orientare gli interventi di politica economica verso gli obiettivi desiderati, in analogia con il DPEF a livello statale.

### Normativa
Il D.lgs n. 126 del 10 agosto 2014, recante disposizioni integrative e correttive al D.lgs n. 118 del 23 giugno 2011, ha introdotto, con l'adeguamento dei sistemi informativo-contabili, alcuni puntuali obblighi di pubblicazione dei documenti di programmazione e di rendicontazione degli enti locali al fine di assicurare la più ampia trasparenza degli andamenti finanziari di ciascuna amministrazione e con ciò agevolare la loro conoscibilità, non solo da parte degli operatori, ma anche da parte dei cittadini-utenti-contribuenti, chiamati ad esercitare il controllo diffuso, per affiancare e rafforzare quello esercitato dagli organi di controllo interno ed esterno.